# Един Цоцалич
Един Цоцалич (босн. Edin Cocalić, нар. 5 грудня 1987, Вишеград) — боснійський футболіст, захисник та півзахисник клубу «Мехелен».
Виступав, зокрема, за клуби «Желєзнічар», «Паніоніос» та «Маккабі» (Хайфа), а також національну збірну Боснії і Герцеговини.

## Клубна кар'єра
Народився 5 грудня 1987 року в місті Вишеград. Вихованець футбольної школи клубу «Желєзнічар». Дорослу футбольну кар'єру розпочав 2005 року в основній команді того ж клубу, в якій провів п'ять сезонів, взявши участь у 88 матчах чемпіонату. Цоцалич був капітаном останні 3 роки у клубі. Він отримав декілька нагород в молодіжній команді і відомий тим, що є наймолодшим капітаном в історії «Желєзнічара».
Своєю грою за цю команду привернув увагу представників тренерського штабу клубу «Паніоніос», до складу якого приєднався у січні 2010 року, підписавши контракт на три з половиною роки.. Відіграв за клуб з Неа-Смірні наступні два сезони своєї ігрової кар'єри. Більшість часу, проведеного у складі «Паніоніоса», був основним гравцем команди.
9 січня 2012 року уклав контракт з клубом «Маккабі» (Хайфа), у складі якого провів наступні три роки своєї кар'єри гравця.
До складу клубу «Мехелен» приєднався у лютому 2015 року. Станом на 6 серпня 2017 відіграв за команду з Мехелена 71 матч в національному чемпіонаті.

## Виступи за збірні
Протягом 2007—2008 років залучався до складу молодіжної збірної Боснії і Герцеговини. На молодіжному рівні зіграв у 5 офіційних матчах.
23 березня 2015 року дебютував в офіційних іграх у складі національної збірної Боснії і Герцеговини в матчі відбору на чемпіонат Європи 2016 року проти збірної Андорри.
| Дата       | Місто            | Господарі            | Результат | Гості                | Турнір            | Голи | Примітки |
| ---------- | ---------------- | -------------------- | --------- | -------------------- | ----------------- | ---- | -------- |
| 28-3-2015  | Андорра-ла-Велья | Андорра              | 0 – 3     | Боснія і Герцеговина | Відбір до ЧЄ 2016 | -    | 73'      |
| 10-10-2015 | Зениця           | Боснія і Герцеговина | 2 – 0     | Уельс                | Відбір до ЧЄ 2016 | -    | 46'      |
| 13-11-2015 | Зениця           | Боснія і Герцеговина | 1 – 1     | Ірландія             | Відбір до ЧЄ 2016 | -    |          |
| 16-11-2015 | Дублін           | Ірландія             | 2 – 0     | Боснія і Герцеговина | Відбір до ЧЄ 2016 | -    | 46'      |
| Усього     |                  | Матчів               | 4         |                      | Голів             | 0    |          |

## Особисте життя
Цоцалич став батьком у березні 2011. Його дружина, Меріма, народила дівчинку.
Цоцалич — білінгв, відмінно говорить і боснійською, і англійською мовами.